# Чон Хе Вон
Чон Хе Вон (кор. 정해원, 1 липня 1959 — 1 травня 2020, Коян) — південнокорейський футболіст, що грав на позиції півзахисника. Відомий за виступами в клубі «Деу Ройялс», а також у складі національної збірної Південної Кореї, у складі якої він був учасником низки континентальних та міжнародних турнірів.

## Клубна кар'єра
Чон Хе Вон народився у 1959 році. Розпочав грати у футбол під час навчання в Університеті Йонсе. У професійному футболі дебютував 1983 року в складі команди «Деу Ройялс», кольори якої і захищав протягом усієї своєї кар'єри гравця, що тривала до 1991 року.

## Виступи за збірну
У 1980 році Чон Хе Вон дебютував у складі національної збірної Південної Кореї. У цьому ж році він уперше зіграв на Кубку Азії у Кувейті, де разом з командою здобув «срібло». У 1982 році в складі збірної грав на Азійських іграх у Делі. У 1988 році у складі збірної був учасником кубка Азії з футболу 1988 року у Катарі. У цьому ж році в складі олімпійської збірної брав участь у домашніх для південнокорейської збірної літніх Олімпійських іграх у Сеулі.
У 1990 році Чон Хе Вон брав участь у чемпіонаті світу 1990 року в Італії, на якому зіграв 2 матчі групового турніру. У 1990 році завершив виступи за збірну, загалом протягом кар'єри у національній команді, провів у її формі 63 матчі, забивши 22 голи.
Помер Чон Хе Вон 1 травня 2020 року на 61-му році життя у місті Коян.

## Тренерська кар'єра
Після завершення виступів на футбольних полях Чон Хе Вон став футбольним тренером. У 1994 році він нетривалий час виконував обов'язки головного тренера свого рідного клубу «Деу Ройялс». У 1999—2001 роках Чон Хе Вон був одним із тренерів клубу «Чоннам Дрегонз».
| Дата       | Місто        | Господарі         | Результат             | Гості             | Турнір                       | Голи | Примітки |
| ---------- | ------------ | ----------------- | --------------------- | ----------------- | ---------------------------- | ---- | -------- |
| 30-1-1980  | Ер-Ріяд      | Саудівська Аравія | 1 – 3                 | Південна Корея    | товариський матч             | -    |          |
| 1-2-1980   | Джидда       | Саудівська Аравія | 0 – 0                 | Південна Корея    | товариський матч             | -    |          |
| 26-2-1980  | Лос-Анджелес | Мексика           | 0 – 1                 | Південна Корея    | товариський матч             | -    | 65'      |
| 23-8-1980  | Сеул         | Південна Корея    | 2 – 0                 | Малайзія          | Кубок Президента 1980        | -    |          |
| 25-8-1980  | Чунчон       | Південна Корея    | 3 – 0                 | Індонезія         | Кубок Президента 1980        | 1    |          |
| 27-8-1980  | Теджон       | Південна Корея    | 4 – 0                 | Таїланд           | Кубок Президента 1980        | 1    |          |
| 29-8-1980  | Кванджу      | Південна Корея    | 5 – 0                 | Бахрейн           | Кубок Президента 1980        | 2    |          |
| 2-9-1980   | Сеул         | Південна Корея    | 2 – 0                 | Індонезія         | Кубок Президента 1980        | 1    |          |
| 16-9-1980  | Ель-Кувейт   | Південна Корея    | 1 – 1                 | Малайзія          | Кубок Азії 1980 - 1-й етап   | -    |          |
| 19-9-1980  | Ель-Кувейт   | Катар             | 0 – 2                 | Південна Корея    | Кубок Азії 1980 - 1-й етап   | -    |          |
| 21-9-1980  | Ель-Кувейт   | Кувейт            | 0 – 3                 | Південна Корея    | Кубок Азії 1980 - 1-й етап   | -    |          |
| 24-9-1980  | Ель-Кувейт   | Південна Корея    | 4 – 1                 | ОАЕ               | Кубок Азії 1980 - 1-й етап   | 1    |          |
| 28-9-1980  | Ель-Кувейт   | Південна Корея    | 2 – 1                 | Північна Корея    | Кубок Азії 1980 - півфінал   | 2    |          |
| 30-9-1980  | Ель-Кувейт   | Кувейт            | 3 – 0                 | Південна Корея    | Кубок Азії 1980 - фінал      | -    |          |
| 11-2-1981  | Мехіко       | Мексика           | 4 – 0                 | Південна Корея    | товариський матч             | -    |          |
| 8-3-1981   | Токіо        | Японія            | 0 – 1                 | Південна Корея    | Щорічний матч Корея-Японія   | 1    |          |
| 21-4-1981  | Ель-Кувейт   | Південна Корея    | 2 – 1                 | Малайзія          | Відбір до ЧС 1982            | -    |          |
| 24-4-1981  | Ель-Кувейт   | Південна Корея    | 5 – 1                 | Таїланд           | Відбір до ЧС 1982            | -    |          |
| 29-4-1981  | Ель-Кувейт   | Кувейт            | 2 – 0                 | Південна Корея    | Відбір до ЧС 1982            | -    |          |
| 17-6-1981  | Чонджу       | Південна Корея    | 2 – 0                 | Малайзія          | Кубок Президента 1981        | 2    |          |
| 17-8-1981  | Джакарта     | Південна Корея    | 2 – 0                 | Таїланд           | Турнір У Джакарті            | -    |          |
| 20-8-1981  | Джакарта     | Індонезія         | 0 – 1                 | Південна Корея    | Турнір у Джакарті            | -    |          |
| 4-9-1981   | Куала-Лумпур | Південна Корея    | 2 – 0                 | Сінгапур          | Кубок Мердека 1981           | -    | 42'      |
| 13-9-1981  | Куала-Лумпур | Південна Корея    | 1 – 1                 | Ірак              | Кубок Мердека 1981           | -    |          |
| 16-9-1981  | Куала-Лумпур | Таїланд           | 1 – 1                 | Південна Корея    | Кубок Мердека 1981           | -    |          |
| 18-2-1982  | Колката      | Індія             | 2 – 2                 | Південна Корея    | Кубок Джавахарлала Неру 1982 | -    |          |
| 20-2-1982  | Колката      | Уругвай           | 2 – 2                 | Південна Корея    | Кубок Джавахарлала Неру 1982 | 1    |          |
| 1-3-1982   | Колката      | Південна Корея    | 1 – 1                 | КНР               | Кубок Джавахарлала Неру 1982 | -    |          |
| 7-3-1982   | Багдад       | Ірак              | 3 – 0                 | Південна Корея    | товариський матч             | -    |          |
| 10-3-1982  | Багдад       | Ірак              | 1 – 1                 | Південна Корея    | товариський матч             | -    |          |
| 21-3-1982  | Сеул         | Південна Корея    | 3 – 0                 | Японія            | Щорічний матч Корея-Японія   | -    |          |
| 8-5-1982   | Бангкок      | Південна Корея    | 1 – 0                 | Індонезія         | Кубок короля 1982            | -    |          |
| 9-5-1982   | Бангкок      | Таїланд           | 0 – 3                 | Південна Корея    | Кубок короля 1982            | 1    |          |
| 17-5-1982  | Бангкок      | Таїланд           | 0 – 0 д.ч. (4-3 п.п.) | Південна Корея    | Кубок короля 1982            | -    |          |
| 7-6-1982   | Сеул         | Південна Корея    | 3 – 0                 | Індонезія         | Кубок Президента 1982        | -    |          |
| 9-6-1982   | Пусан        | Південна Корея    | 1 – 0                 | Індія             | Кубок Президента 1982        | -    | 46'      |
| 21-11-1982 | Нью-Делі     | Південна Корея    | 3 – 0                 | Південний Ємен    | Азійські ігри 1982           | 1    |          |
| 23-11-1982 | Нью-Делі     | Іран              | 1 – 0                 | Південна Корея    | Азійські ігри 1982           | -    |          |
| 25-11-1982 | Нью-Делі     | Японія            | 2 – 1                 | Південна Корея    | Азійські ігри 1982           | -    |          |
| 3-6-1984   | Пусан        | Південна Корея    | 2 – 0                 | Гватемала         | Кубок Президента 1984        | -    |          |
| 4-10-1984  | Сеул         | Південна Корея    | 5 – 0                 | Камерун           | товариський матч             | -    | 45'      |
| 10-10-1984 | Колката      | Південна Корея    | 6 – 0                 | Північний Ємен    | Відбір до Кубка Азії 1984    | 2    |          |
| 16-10-1984 | Колката      | Південна Корея    | 0 – 0                 | Малайзія          | Відбір до Кубка Азії 1984    | -    |          |
| 10-6-1987  | Масан        | Південна Корея    | 0 – 0                 | Єгипет            | Кубок Президента 1987        | -    |          |
| 12-6-1987  | Пусан        | Південна Корея    | 1 – 0                 | США               | Кубок Президента 1987        | -    |          |
| 14-6-1987  | Теджон       | Південна Корея    | 4 – 2                 | Таїланд           | Кубок Президента 1987        | 1    |          |
| 21-6-1987  | Сеул         | Південна Корея    | 1 – 1 д.ч. (5-4 п.п.) | Австралія         | Кубок Президента 1987        | -    | 46'      |
| 6-1-1988   | Доха         | Південна Корея    | 1 – 1 д.ч. (4-3 п.п.) | Єгипет            | Афро-Азійський кубок 1988    | -    |          |
| 19-6-1988  | Сувон        | Південна Корея    | 4 – 0                 | Замбія            | Кубок Президента 1988        | 2    | 45'      |
| 26-10-1988 | Токіо        | Японія            | 0 – 1                 | Південна Корея    | Щорічний матч Корея-Японія   | -    | 66'      |
| 3-12-1988  | Доха         | ОАЕ               | 0 – 1                 | Південна Корея    | Кубок Азії 1988 - 1-й етап   | -    |          |
| 5-12-1988  | Доха         | Південна Корея    | 2 – 0                 | Японія            | Кубок Азії 1988 - 1-й етап   | -    | 46'      |
| 9-12-1988  | Доха         | Катар             | 2 – 3                 | Південна Корея    | Кубок Азії 1988 - 1-й етап   | 2    | ?' 45'   |
| 14-12-1988 | Доха         | Південна Корея    | 2 – 1                 | КНР               | Кубок Азії 1988 - півфінал   | -    |          |
| 18-12-1988 | Доха         | Південна Корея    | 0 – 0 д.ч. (3-4 п.п.) | Саудівська Аравія | Кубок Азії 1988 - фінал      | -    |          |
| 5-5-1989   | Сеул         | Південна Корея    | 1 – 0                 | Японія            | Щорічний матч Корея-Японія   | -    |          |
| 23-5-1989  | Сеул         | Південна Корея    | 3 – 0                 | Сінгапур          | Відбір до ЧС 1990            | 1    |          |
| 27-5-1989  | Сеул         | Південна Корея    | 3 – 0                 | Малайзія          | Відбір до ЧС 1990            | -    |          |
| 5-6-1989   | Сінгапур     | Малайзія          | 0 – 3                 | Південна Корея    | Відбір до ЧС 1990            | -    | 73'      |
| 10-8-1989  | Лос-Анджелес | Мексика           | 4 – 2                 | Південна Корея    | Кубок Мальборо 1989          | -    | 45'      |
| 13-8-1989  | Лос-Анджелес | США               | 1 – 2                 | Південна Корея    | Кубок Мальборо 1989          | -    | 45'      |
| 17-6-1990  | Удіне        | Південна Корея    | 1 – 3                 | Іспанія           | ЧС 1990 - 1-й етап           | -    | 52'      |
| 21-6-1990  | Удіне        | Південна Корея    | 0 – 1                 | Уругвай           | ЧС 1990 - 1-й етап           | -    | 82'      |
| Усього     |              | Матчів            | 63                    |                   | Голів                        | 22   |          |

## Титули і досягнення
- Переможець Юнацького (U-19) кубка Азії: 1978
- Срібний призер Кубка Азії: 1980, 1988